# Pietrycze
Pietrycze (ukr. Пе́тричі) – wieś w rejonie złoczowskim obwodu lwowskiego Ukrainy. Do scalenia w 1934 r. w II Rzeczypospolitej miejscowość była siedzibą gminy wiejskiej w powiecie złoczowskim województwa tarnopolskiego.
W miejscowości znajdował się majątek rodziny Drzewickich, które odziedziczyła Stefana Drzewicka (1877–1927), żona Wiktora Jasińskiego i Tadeusza Rylskiego.
Znajduje się tu przystanek kolejowy Pietrycze, położony na linii Lwów – Zdołbunów.
Do 2020 w rejonie buskim. 

## Położenie
Na podstawie Słownika geograficznego Królestwa Polskiego i innych krajów słowiańskich Pietrycze to: „wieś w powiecie złoczowskim, położona 18 km na północny-zachód od sądu powiatowego, stacji kolejowej i urzędu poczty i telegrafu w Złoczowie”.